# قرجه (مشکان)
قرجه روستایی در دهستان مشکان بخش مشکان شهرستان نی‌ریز استان فارس می‌باشد. روستای قرجه بالادست سد خاکی قرجه و ابتدای جنگل قرجه با درختان بنه و کهکم کهنسال در منطقه ای کوهستانی در مرز دو استان فارس و یزد قرار دارد.

## موقعیت جغرافیایی
این روستا در مرز بین دو استان یزد و فارس و در ۲۵ کیلومتری شهر مشکان و ۸۳ کیلومتری شهر نی ریز واقع شده است.